# Forquilhas
Forquilhas é um bairro do município catarinense de São José.

## Dados
Possui 16.796 habitantes, segundo dados do IBGE, sendo o terceiro bairro mais populoso de São José. É também o maior em tamanho.
O Rio Forquilhas dá nome ao bairro. O Morro Forquilhas é o ponto mais alto, com 436 m de altura.
Forquilhas faz divisa com os bairros Forquilhinhas, Potecas, Sertão do Maruim e Colônia Santana. Há ainda o Alto Forquilhas, um área rural que costuma ser considerada parte do bairro. Esta área vai até as divisas com Biguaçu e Antônio Carlos. A via principal de Forquilhas, a rua Antônio Jovita Duarte, corta o bairro e segue pelo Alto Forquilhas, onde passa sobre o Contorno Viário de Florianópolis.

## Locais
Forquilhas tem grandes áreas rurais e uma área urbana em expansão, com comércio, serviços, indústrias e serviços públicos. A área urbana é formada por dezenas de loteamentos de diferentes tamanhos que surgem desde os anos 70. Alguns locais do bairro são conhecidos por terem nomes de cidades, estados e localidades estrangeiras, como Lisboa, Los Angeles, San Marino e Califórnia. Outros loteamentos importantes são Dona Zenaide, Terra Firme, Ceniro Martins, Vila Formosa, Santa Felicidade, entre vários outros. Uma área industrial fica ao lado do San Marino.
Forquilhas conta com pelo menos quatro creches públicas, cinco escolas públicas e duas unidades básicas de saúde.
O CTG Os Praianos fica ao sul de Forquilhas, sendo famoso por seus rodeios - a região no entorno, que inclui os loteamentos Palmares e Praianos, é chamada de Rodeio por isso. O Horto Florestal Parque Ambiental dos Sabiás, onde fica a Escola Municipal do Meio Ambiente, fica próximo ao loteamento Los Angeles. Uma quadra poliesportiva do SESC fica no Lisboa.